# Greimersdorf

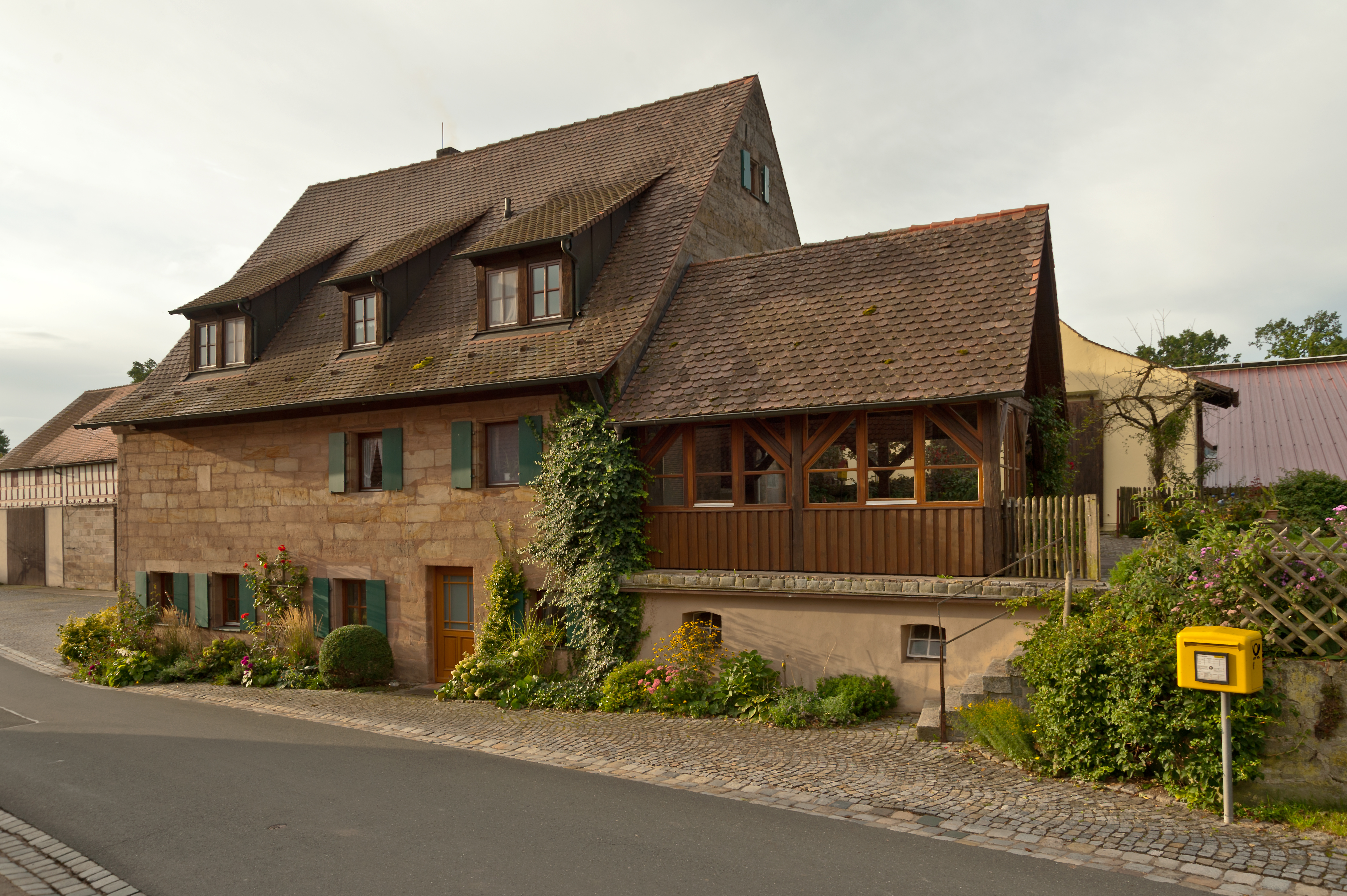
Ehemaliges Wohn- und Mühlengebäude in Greimersdorf (2017)

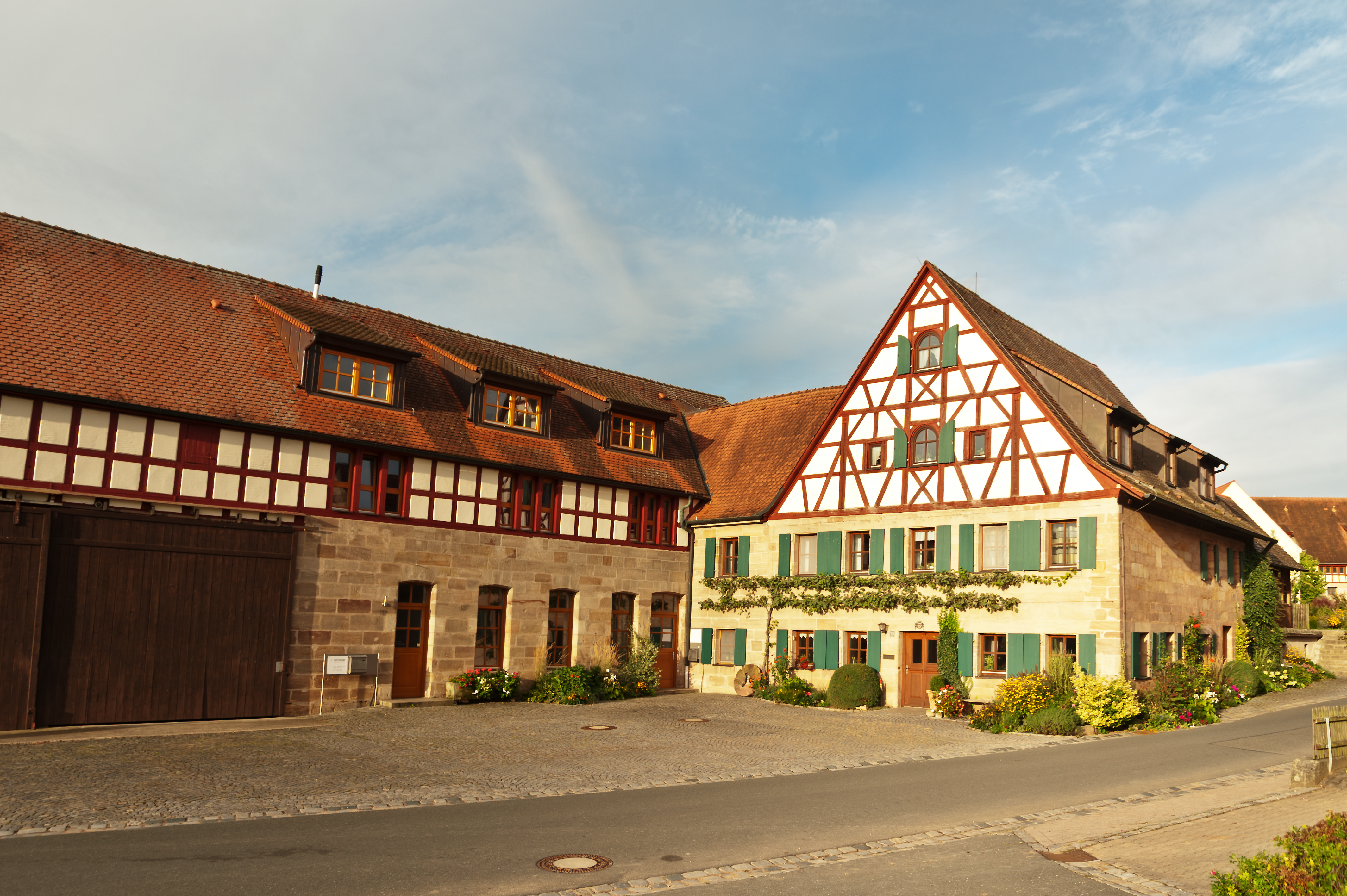
Ehemaliges Wohn- und Mühlengebäude in Greimersdorf (2017)

Greimersdorf (fränkisch: Greimeasch-doaf) ist ein Gemeindeteil des Marktes Cadolzburg im Landkreis Fürth (Mittelfranken, Bayern). Greimersdorf liegt in der Gemarkung Roßendorf.

## Geografie
Das Dorf liegt einen Kilometer nördlich von Cadolzburg im Tal der Farrnbach und ist von Acker- und Grünland mit vereinzeltem Baumbestand umgeben. Naturräumlich befindet es sich im Rangau. Eine Gemeindeverbindungsstraße führt nach Cadolzburg (1 km südöstlich) bzw. zur Kreisstraße FÜ 16 (0,6 km nordwestlich), eine weitere verläuft nach Gonnersdorf (1,7 km westlich).

## Geschichte
Das fruchtbare Tal des Farrnbaches war bereits zu karolingischer Zeit besiedelt. Etwa einen Kilometer östlich des heutigen Ortskernes befanden sich eine vor- und frühgeschichtliche Siedlung unklarer Zeitstellung sowie ein Reihengräberfeld des frühen Mittelalters, die als Bodendenkmale geschützt sind.
Der Ort wurde im Urbar der Burggrafschaft Nürnberg, das um 1370 entstanden ist, als „Greimsdorf“ erstmals urkundlich erwähnt. 1800 wurde der Ort „Greinersdorf“ genannt. Das Bestimmungswort des Ortsnamens ist der Personenname Grempreth.
Gegen Ende des 18. Jahrhunderts gab es in Greimersdorf 7 Anwesen. Das Hochgericht übte das brandenburg-ansbachische Oberamt Cadolzburg aus. Die Dorf- und Gemeindeherrschaft hatte das Kastenamt Cadolzburg. Grundherren waren das Kastenamt Cadolzburg (3 Höfe, 1 Mühle, 1 Hirtenhaus) und das Landesalmosenamt der Reichsstadt Nürnberg (2 Halbhöfe). 1800 gab es im Ort fünf Haushalte, von denen drei dem Kastenamt Cadolzburg unterstanden und zwei nürnbergisch waren.
Von 1797 bis 1808 unterstand der Ort dem Justiz- und Kammeramt Cadolzburg. Im Rahmen des Gemeindeedikts wurde Greimersdorf dem 1808 gebildeten Steuerdistrikt Steinbach zugeordnet. Es gehörte der im selben Jahr gegründeten Ruralgemeinde Roßendorf an.
Die Bayerische Uraufnahme zeigt Greimersdorf in den 1810er Jahren mit zehn Herdstellen und einer Mühle. Westlich davon ist die damals noch frei mäandernde Farrnbach über einen Leitgraben zu einem 2500 m² großen Mühlteich angestaut. Die Mühle ging 1827 in Konkurs und wurde samt der zugehörigen Rechte und Ländereien versteigert.:293 In den Folgejahren wurde sie renoviert und im Gebäude neu aufgebaut. Das Mühlengebäude (Bauzeit geschätzt 15 bis 16 Jhdt.) wurde als kombinierte Wohn- und Arbeitsstätte genutzt. !955 wurde der Abriss und ein 5 stöckiger Beton-Neubau geplant, der aber im Rahmen des ersten Mühlensterbens erst zurück und später eingestellt wurde. Ausgehend von einem Generationenwechsel erfolgte in den 60er Jahren eine Betriebsumstellung mit verstärktem Focus auf die Landwirtschaft, sodass die Tätigkeiten in der Mühle auf zuerst Futtermittelherstellung und später Lohnschroterei reduziert wurden. Mit dem Tod des alten Müllermeisters Johann Hacker (1983) und Umstrukturierungen im Futtermittelbezug sowie einem deutlichen Rückgang der Tierhalter wurde dies dann Ende der 80er Jahre eingestellt. Die Wasserkraft wird weiterhin für eine kleine Stromerzeugung (Ossberger-Turbine) genutzt.
Der Lauf der Farrnbach wurde im in den 1930er Jahren über den Reichsarbeitsdienst begradigt und befestigt und nordöstlich des Ortes legte man eine Kette von vier Weihern im Farrnbachgrund an. Weiterhin wurde der Mühlweiher oberhalb der Greimersdorfer Mühle mehrfach in seiner Form und Ausdehnung verändert. Dieser besitzen nun mit dem Mühlbach eine Wasserfläche von knapp einem Hektar, die Weiher mit einer Wasserfläche von einem Hektar werden fischwirtschaftlich genutzt. 
Am 1. Juli 1972 wurde Greimersdorf im Zuge der Gebietsreform in Bayern nach Cadolzburg eingemeindet.
Der Altort ist auch noch heute überwiegend landwirtschaftlich geprägt. Hinzugekommen ist in den 1960er Jahren ein Neubaugebiet südlich der Farrnbach. Dort überwiegt Villen- und Eigenheimbebauung und die dortige Bevölkerung pendelt überwiegend aus. Nachdem bereits 1988 einem Objekt in Greimersdorf für hervorragende Leistungen im Bereich der denkmalpflegerischen Leistungen eine Anerkennung ausgesprochen wurde, wurde einem weiteren Renovierungsprojekt 2009 eine öffentliche Anerkennung für Dorferneuerung und Baukultur zuteil.:2

### Baudenkmal
- Greimersdorfer Dorfstraße 19: Wohn- und Mühlengebäude[6]
- Nach der Entnahme aus der Denkmalschutzliste 1987 (nur der Giebel war geschützt, musste jedoch vollständig erneuert werden) und dem Rückzug aus jeglicher Förderung wurde das wiederhergestellte Fachwerk später durch die bay. Denkmalschutzbehörden wieder in die Denkmalschutzliste aufgenommen und jetzt auf das gesamte Mühlengebäude erweitert. Ein Antrag auf Entnahme wurde durch den Besitzer bereits 2018 gestellt, da derzeit keine kooperative Vorgehen zum Erhalt der renovierten Gebäude und deren Nutzung zu erreichen sind.

### Einwohnerentwicklung
| Jahr      | 001818 | 001840 | 001861 | 001871 | 001885 | 001900 | 001925 | 001950 | 001961 | 001970 | 001987 |
| Einwohner | 79     | 69     | *85    | 64     | 64     | 71     | 63     | 96     | 90     | 130    | 129    |
| Häuser    | 10     | 9      |        |        | 11     | 12     | 10     | 13     | 17     |        | 35     |
| Quelle    | [ 16 ] | [ 17 ] | [ 18 ] | [ 19 ] | [ 20 ] | [ 21 ] | [ 22 ] | [ 23 ] | [ 24 ] | [ 25 ] | [ 1 ]  |

## Religion
Der Ort ist seit der Reformation evangelisch-lutherisch geprägt und bis heute nach St. Cäcilia (Cadolzburg) gepfarrt. Die Einwohner römisch-katholischer Konfession sind nach St. Otto (Cadolzburg) gepfarrt.